# Brinsley Samaroo

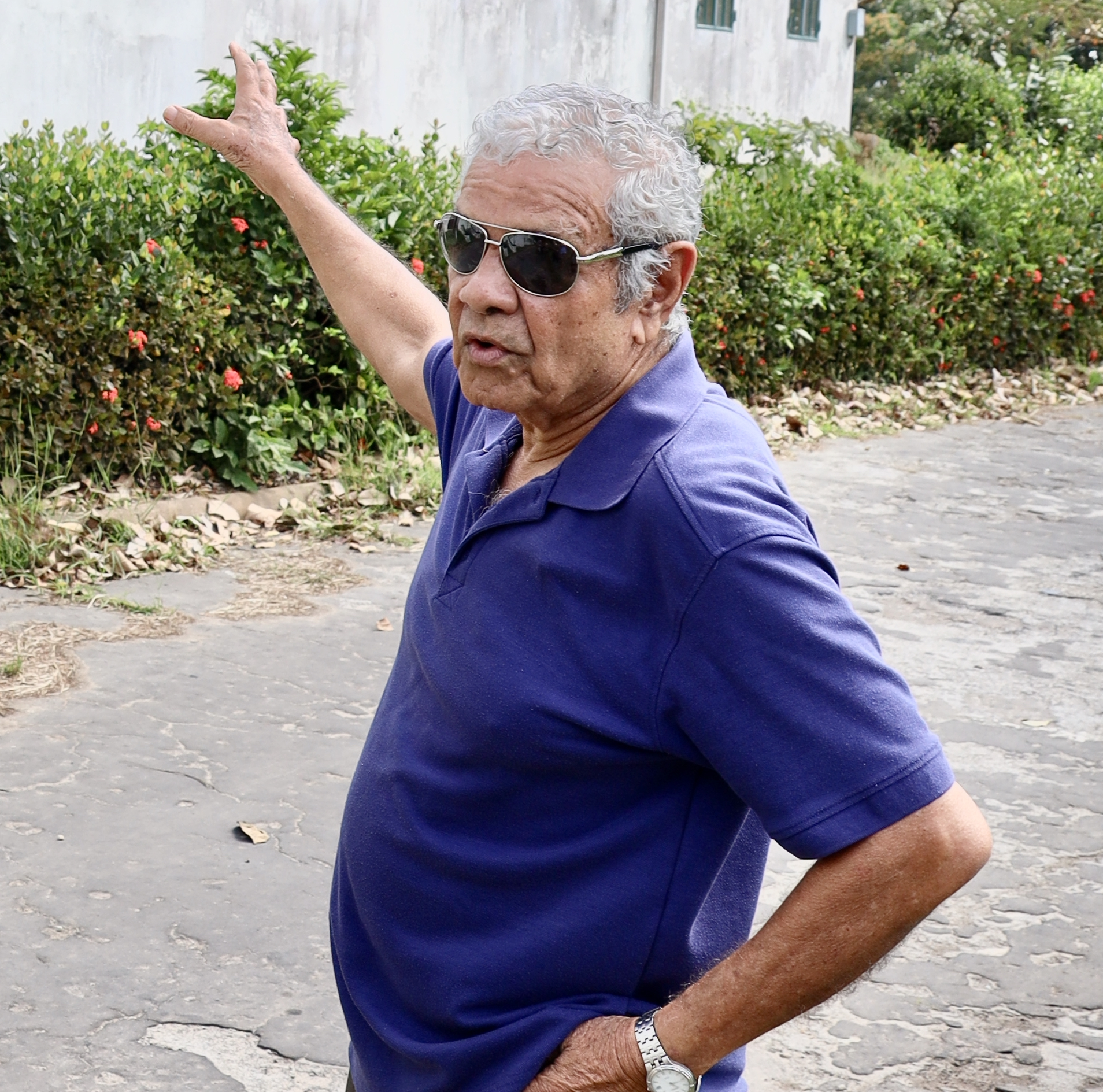
Brinsley Samaroo (2020)

Brinsley Samaroo (* 14. April 1940 in Rio Claro; † 9. Juli 2023 in St. Joseph) war ein trinidadischer Historiker, Politiker und Universitätsprofessor. Sein Fachgebiet war die Geschichte der indischen Diaspora.

## Leben

### Frühe Jahre
Samaroo wurde am 14. April 1940 in Rio Claro im ländlichen Südosten Trinidads als jüngstes von sieben Kindern von George und Myra Samaroo geboren. Seine Großeltern, die sich auf Trinidad kennenlernten, waren als Indenturarbeiter aus Indien nach Trinidad gekommen. Beruflich bedingt ließ sich die Familie im presbyterisch geprägten Dorf Ecclesville nahe Rio Claro nieder; sein Vater betrieb dort eine Kakaoplantage. Als Kind wurde Brinsley primär von seiner ältesten Schwester Mina betreut, die eine Ausbildung zur Lehrerin abgeschlossen und großen Einfluss auf Brinsleys weitere Entwicklung hatte. Er wurde presbyterisch erzogen. Schon als Kind kam er mit Politik in Kontakt; sein Vater nahm ihn mit zu Veranstaltungen, bei denen der Arbeiterführer Uriah Butler als Redner auftrat.
Dank eines Stipendiums konnte er das renommierte Naparima College in San Fernando besuchen. Mit Hilfe eines weiteren Stipendiums konnte er an der indischen University of Delhi Geschichte studieren. Seinen Doktorgrad erlangte er 1968 an der University of London mit einer Arbeit über die verfassungsrechtliche Entwicklung Trinidads im frühen 20. Jahrhundert.

### Samaroo als Historiker
Noch 1968 nahm er einen Lehrauftrag für amerikanische und südasiatische Geschichte an der University of the West Indies (UWI) am Standort St. Augustine an. Um 1970 herum hielt er Vorlesungen über afrikanische und indische Geschichte und hielt auf Einladung der Partei National Joint Action Committee Vorträge zum selben Thema in ländlichen Gemeinden. Er wurde in den 1980er-Jahren zum Dekan der geschichtswissenschaftlichen Fakultät ernannt. Kurzzeitig war er Leiter des Institute of Caribbean Studies an der UWI. 1986 legte er seine Tätigkeit an der UWI nieder, um sich auf sein politisches Engagement zu konzentrieren.
In den 1980er-Jahren stieß Samaroo die Gründung eines „Zuckermuseums“ an, das die Geschichte und Struktur der für Trinidad sehr bedeutenden Zuckerindustrie darstellen sollte. Das Projekt wurde politisch mit der Regierungspartei National Alliance for Reconstruction (NAR) konnotiert und nach deren Wahlniederlage 1991 vom siegreichen People’s National Movement (PNM) gestoppt, was Samaroo, der viel Zeit in das Projekt investiert hatte, sehr traf.
1991 beendete Samaroo seine politische Karriere und beschränkte sich auf seine Tätigkeit als Historiker und auf seine Lehrtätigkeit, die er 1992 wiederaufnahm und bis zu seiner Pensionierung 2005 innehatte. Anschließend übernahm er bis 2010 eine Position als wissenschaftlicher Mitarbeiter (senior research fellow) an der University of Trinidad and Tobago.

### Samaroo als Politiker
Während der turbulenten 1970er-Jahre, die in Trinidad durch die Black Power Revolution geprägt waren, war Samaroo laut Richard Drayton ein „unaufgeregter Gesprächspartner“ für aufständische Kräfte und unterstützte gelegentlich die marxistischen Revolutionäre der National Union of Freedom Fighters.
1981 trat Samaroo bei den Wahlen zum Repräsentantenhaus für die United Labour Front (ULF) an und gewann einen Senatssitz gegen das siegreiche PNM. Während der folgenden Legislaturperiode war er Oppositionsführer.
Bei der Wahl 1986 war die ULF Teil des siegreichen Wahlbündnisses National Alliance for Reconstruction (NAR). Samaroo zog für den Wahlkreis Nariva ins Parlament ein und diente der Regierung bis 1991 zunächst als „Minister in the Office of the Prime Minister“, dann als Minister für Dezentralisierung und schließlich als „Minister of Food Production and Marine Exploitation“. Mit der Wahlniederlage der NAR 1991 beendete Samaroo seine politische Karriere.
In Samaroos Zeit als Minister unter A.N.R. Robinson fiel der Putschversuch der Jamaat al Muslimeen. Aufsehen erregte Samaroo 2018, als er in einem Interview bemerkte, dass der US-amerikanische Geheimdienst CIA während des Putsches der Regierung Robinson personell unter die Arme gegriffen hätte. Der damalige Generalstaatsanwalt Anthony Smart dementierte Samaroos Angaben umgehend.

### Privatleben
Im September 1971 heiratete Samaroo Joan Ramdeen und zog mit ihr nach St. Augustine in Nordtrinidad. Mit ihr hatte er zwei Töchter. Die ältere kam schwerstbehindert zur Welt und starb vor ihrem Vater.
Anfang Juli 2023 erlitt Samaroo ein zerebrales Aneurysma, an dem er am 9. Juli in einem Krankenhaus in St. Joseph verstarb.

## Werk
Samaroo befasste sich hauptsächlich mit der Geschichte von Trinidad und Tobago. Seine Schwerpunkte waren dabei die Geschichte der Arbeiterklasse, die Geschichte der indischen Diaspora im Allgemeinen und die der Indo-Trinidadier im Speziellen sowie politische und institutionelle Entwicklungen. Er forschte häufig an aus seiner Sicht vernachlässigten Themen wie der Rolle der Frauen in der trinidadischen Arbeiterbewegung oder der Geschichte der trinidadischen Maroons. Ein Nischenthema seines Wirkens war Lobbyarbeit für die Buffalypso-Population, eine in den 1960er-Jahren erstmals gezüchtete, in ihrem Bestand gefährdete trinidadische Wasserbüffel-Art.
Für den Trinidad Express stellte der Historiker Kumar Mahabir in einem Nachruf heraus, dass Samaroo ein Pionier der historischen Aufarbeitung des Indentur-Systems und der Historie der indischen Diaspora gewesen sei. Auch die Historikerin Bridget Brereton zeigte auf, dass die Geschichte der indischen Diaspora zu Beginn von Samaroos Karriere noch ein weitgehend unerforschtes Feld war und dass Samaroo über seine Verbindungen zur University of Delhi die Grundlagen für ein diesbezügliches forscherisches Netzwerk geschaffen habe. Er selbst sei das Zentrum dieses Netzwerks gewesen. Richard Drayton verglich Samaroos Erforschung der indischen Diaspora mit dem Wirken von Walter Rodney zu Sklaverei und ihren Folgen.

## Werke (Auszug)
- 1987: India in the Caribbean. Hansib, Hertford, ISBN 1-870518-00-4. (Hrsg., mit David Dabydeen)
- 1996: Across Dark Waters. Macmillan Caribbean, Oxford 1996, ISBN 0-333-53508-1. (Hrsg., mit David Dabydeen)
- 1998: Dictionary of Caribbean Biography: Trinidad and Tobago. University of the West Indies Press, St. Augustine, ISBN 976-620-106-4. (mit Bridget Brereton und Glenroy Taitt)
- 2004: The Construction of an Indo-Caribbean Diaspora. University of the West Indies Press, St. Augustine 2004, ISBN 976-620-206-0. (mit Ann Marie Bissessar)
- 2015: The Price of Conscience: Howard Noel Nankivell and labour unrest in the British Caribbean in 1937 and 1938. Hansib, Hertford, ISBN 978-1-910553-04-6.
- 2015: Glimpses of the Sugar Industry: The Art of Garnet Ifill. Hansib, Hertford, ISBN 978-1-906190-98-9.
- 2015: The Price of Conscience: Howard Noel Nankivell and Labour Unrest in the British Caribbean in 1937 and 1938. Hansib, Hertford, ISBN 978-1-910553-04-6.
- 2022: Adrian Cola Rienzi: The Life and Times of an Indo-Caribbean Progressive. Royards Publishing, Macoya, ISBN 978-976-8303-93-6.
- 2022: The Blackest Thing in Slavery Was Not the Black Man: The Last Testament of Eric Williams. University of the West Indies Press, St. Augustine, ISBN 978-976-640-747-6.

## Auszeichnungen
2014 wurde Samaroo mit dem zweithöchsten Orden des trinidadischen Staates, der Chaconia Medal in Gold, ausgezeichnet.